# Akdemir (Name)
Akdemir ist ein türkischer Familienname. Er bedeutet Schmiedeeisen.

## Namensträger
- Ali Akdemir (* 1963), türkischer Wirtschaftswissenschaftler
- Ayşegül Akdemir Şahin (* 1979), türkische Schauspielerin
- Uğur Akdemir (* 1988), türkischer Fußballspieler